# Neopsammolyce petersi
Neopsammolyce petersi är en ringmaskart som först beskrevs av Johan Gustaf Hjalmar Kinberg 1856.  Neopsammolyce petersi ingår i släktet Neopsammolyce och familjen Sigalionidae. Inga underarter finns listade i Catalogue of Life.